# Francesco Alciati
Francesco Alciati (ur. 2 lutego 1522 w Mediolanie, zm. 20 kwietnia 1580 w Rzymie) – włoski duchowny katolicki, biskup,
kardynał, wysoki urzędnik Kurii Rzymskiej.

## Biografia
Studiował na uniwersytetach w Pawii i Bolonii uzyskując doktorat obojga praw. Następnie wykładał prawo w Pawii. Wśród jego uczniów był późniejszy kardynał św. Karol Boromeusz.
5 września 1561 papież Pius IV mianował go biskupem Civitate. Brak informacji od kogo otrzymał sakrę biskupią. Mimo późniejszych awansów na katedrze w Civitate zasiadał do końca życia, jednak nigdy nie zamieszkał na terenie diecezji. Faktycznie pracował w Kurii Rzymskiej, gdzie brał udział w reformach Piusa IV. W latach 1561–1565 był datariuszem Jego Świątobliwości.

### Kardynał
12 marca 1565 papież Pius IV kreował go kardynałem diakonem S. Lucia in Septisolio, a 3 czerwca 1565 wyniósł go do godności kardynała prezbitera S. Susanna. We wrześniu tego samego roku został prefektem Świętej Kongregacji Soborowej. Był współpracownikiem kard. Boromeusza w dziele reformy Kościoła. Skrupulatnie wprowadzał dekrety soboru trydenckiego. Brał udział w reformach przeprowadzanych przez kolejnych papieży św. Piusa V i Grzegorza XIII, będąc uznanym autorytetem w kwestii reorganizacji prawa kanonicznego.
Dwukrotnie brał udział w konklawe: w 1565-1566 i w 1572. Podczas obu elekcji należał do boromejczyków, czyli skupionych wokół św. kard. Karola Boromeusza nominatów Piusa IV.
13 maja 1569 zmieniono jego tytuł kardynalski na S. Maria in Portico Octaviae. Pochowany w kościele S. Maria degli Angeli w Rzymie.